# ダイイングライト
『ダイイングライト』（Dying Light）は、ワーナー エンターテイメント ジャパンより2015年4月16日に発売されたオープンワールド型ホラーゲーム。ダイイングライトシリーズの第一作目。対応プラットフォームはPlayStation 4、Xbox One、PC、Nintendo Switch。

## 概要
人間をゾンビ化させる謎の感染症により荒廃した都市を舞台にした、一人称視点のアクションアドベンチャーゲーム。
本作の特徴は、ゾンビホラーにパルクールアクションのシステムを取り入れた点であり、遮蔽物を飛び越えたり大半の壁や建物をよじ登ることができるなど、高い自由度を誇る。
本作のゾンビをはじめとした敵は耐久力が高めで、攻撃にスタミナを消費するシステムと相まって、複数の敵を相手にするのは難しい。そのため、プレイヤーは無理に正面から敵と戦うよりも、パルクールと地形を活用して敵との戦闘を回避して体力を温存したり、飛び道具を用いて離れた場所から攻撃するなど、臨機応変な戦略性も求められる。また、常時一人称視点のため、ゾンビに掴まれて噛まれる際の視点の迫力や、高い場所からの飛び降りる際の浮遊感など、臨場感や没入感も高い。
オフラインでは1人プレイだが、オンラインでは4人の協力プレイが可能。さらに、もう1人のプレイヤーがゾンビ側として参加することも可能で、この場合は最大で5人同時プレイとなる。

## システム

### クエスト
ストーリーを進展させる「ストーリークエスト」と、NPCからの依頼などを任意で引き受ける「サイドクエスト」がある。クエストを完了するとアイテムやお金、設計図や後述のサバイバーポイントのいずれかを入手できる。 

ただし敵の体力はストーリークエスト進行度の影響を受けるため、あまりにもサイドクエストを無視すると苦戦する可能性がある。

### イベント
オープンワールドマップにおいてのみ、プレイヤーの回りでランダムに発生する「ランダムエンカウンター」のイベントがある。ゾンビに襲われている生存者の救出や、敵対的生存者との遭遇、生存者から話を聞くなど複数種類ある。生存者の救出に成功するとアイテムやお金、サバイバーポイントを入手できる。

### マップ
オープンワールドのマップは3種類。比較的低い建物が多い『スラム』と、高い建物が多く路地が入り組んでいる『旧市街(セクター0)』、高い鉄塔を主体とする小さなマップ『アンテナ』がある。スラムはストーリー前半、旧市街とアンテナはストーリー後半の舞台となる。
また、スラムと旧市街の各所には敵が侵入できない『安全区域』があり、アイテムの収納場所や、眠ることで昼夜を切り替える寝袋が備えられている（一部例外もあり）。多くの安全区域は最初はゾンビや敵に占領されており、敵を全て排除して敵が侵入可能な出入口を封鎖したのち、電源を入れれば安全を確保できるようになる。マップのアイコンの色は、解放前の場所は赤、解放された場所は緑で表示される。ストーリーやクエストの進み具合によっては、消滅してしまう安全区域もある。
屋外の特定の場所にある投下物資の箱の中やゾンビが多く生息する「隔離区域」と呼ばれるエリアに「災害救助用品」があり、それを入手して特定の安全区域にいる『需品係』に渡すと、サバイバーランクの経験値が得られる。経験値が溜まってサバイバーランクが上がると、マップの至る所にあるショップでより強力な武器やアイテムが販売されるようになる。
ちなみに本作におけるファストトラベルは、「スラム」と「旧市街」のマップ間を行き来するのみで、各マップ内でのファストトラベルは存在しない。

### 時間
昼夜の概念があり、昼間は緩慢な動きのゾンビがほとんどで比較的安全。しかし、夜は後述の強敵「ボラタイル」が出現するほか、昼間は緩慢だった通常のゾンビ「バイター」の一部が凶暴化し、危険度が高くなる。その一方で、夜間は得られる経験値が大幅に増加するため、上手く乗り切ると後述の各種レベルを上げやすいというハイリスクハイリターンの仕様となっている。中には、夜間限定のクエストや収拾アイテムもある。

### 成長システム
成長システムのレベルは「サバイバー」「スピード」「パワー」「レジェンド」の4種類。このうちレジェンドは、条件を満たした時に初めて選択できるようになる。各レベルに見合った行動を取ると、それぞれのポイントを入手することができ、ポイントが一定以上溜まるとレベルアップしてスキルポイントを入手。そのスキルポイントを使って各レベルのスキルを解放し、ゲームプレイを有利に進めやすくすることができる。各レベルは以下の通り。
- サバイバーランク

クエストをクリアする、災害救助用品(投下物資の箱等で入手できる)を需品係に届けるなどを行うことで、"サバイバーポイント"が得られる。夜間は、安全区域の外にいる時間が長いほど、"サバイバーポイント"が多く得られる。
サバイバーポイントが一定量溜まるとサバイバーランクが上がり、ショップでより強力な武器が買えるようになるほか、新たな投擲武器の設計図や移動用の引っ掛けフック、バックパックの容量拡張など、ゲームプレイが便利になるスキルを得られる。ただし、死亡するとデスペナルティとして、その時のサバイバーランクに応じた量のサバイバーポイントを失ってしまう(夜間に死亡した時は、夜間に行動した分のサバイバーポイントのみ失う)。
- スピードレベル

壁をよじ登ったり建物に飛び移るなどのパルクールを行うと、"スピードポイント"が得られる。夜間は得られるスピードポイントが2倍になり、ボラタイルの追跡を振り切るとスピードポイントが増加する。
スピードポイントが一定量溜まるとスピードレベルが上がり、主に敵からの攻撃に対するステップ回避、スライディング、タックル、敵を踏み台にした大ジャンプなど移動系のスキルを得られる。
- パワーレベル

敵に攻撃をヒットさせたり撃破すると、"パワーポイント"が得られる（トラップや直接攻撃など攻撃手段は問わない）。夜間は得られるパワーポイントが2倍になる。
パワーポイントが一定量溜まるとパワーレベルが上がり、主に耐久力の向上や強力な攻撃技、敵を一撃で撃破できる技など、戦闘系のスキルを得られる。
- レジェンドレベル

各種スキルを極めた者が習得できるスキル。レベルが最大まで上がったサバイバー・スピード・パワーの行動がレジェンドのXPとして変換される。内容は各種武器のダメージ強化やヘルスの増加などがある。最大レベルは250。ゲーム開始時は選択できない。
難易度：悪夢だと効率的に経験値を得られるが、死亡してしまうとデスペナルティとして、次のレベルまでの経験値を全て失う。

### アイテム
本作のアイテムやお金は基本的に現地調達であり、民家や施設のチェスト、車の荷室、ごみ箱、倒した敵の死体から入手することができる。チェストや車の荷室には施錠されているものもあり、ピッキングで開錠しなければならないが、その分強力な武器を得やすい。なお、ピッキング時は無防備になるので、周りに敵がいないかどうかも気を配らなければならない。
ピッキングには「ロックピック」というアイテムが必要で、このロックピックを鍵穴に入れて動かし、シリンダーの内筒が回る位置を探して解錠する。回らない位置で強引に回し続けると、ロックピックが折れてしまう。また、ピッキングには難易度があり、簡単なものほど内筒が回る当たりの範囲が広く、難しいものほど狭くなっている。

### 武器
武器の種類は、ナイフや手斧等の片手武器、大型ハンマー等の両手武器といった近接武器のほか、銃や弓のなど飛び道具がある。近接武器にはあらかじめ耐久値が設けられており、耐久値が0になると武器の攻撃力が消失する。その場合、特定のアイテムを使用して修理すれば再び武器として使用可能になるが、その修理可能な回数にも武器ごとに制限がある。そのため、耐久値が0になった時に修理可能回数も0になっていた場合は、その武器は主人公ではもう修理できない。
武器には「レアリティ」があり、アイコンの色でわかるようになっている。価値の低いほうから順に「Common(白)」「Uncommon(緑)」「Rare(青)」「Exceptional(紫)」「Legendary(橙色)」となっており、レアリティが高い武器ほどダメージが高めで、修理可能回数やアップグレード回数が多い。また、発売後のアップデートにより、Legendaryよりも更に貴重な「Gold-tier(黄色)」が追加されている。

### クラフト
本作では、アイテムの生産や武器の改造を行う「クラフト」というシステムがあり、特定の条件で得られる設計図やアップグレードアイテム、その他必要な素材を使用し、投擲武器や回復アイテムを生産することができる。武器の場合は、MODというアップグレード専用のアイテムを最大3つまで取り付けることで特殊効果を付与させたり、攻撃力や耐久力などを上げられる。

## プロローグ
西暦2013年、中東の湾岸都市「ハラン」で、未知のウイルスによる感染症が確認された。感染者を凶暴なゾンビに転化させるこのウイルスは、瞬く間に市中に蔓延。ゾンビで溢れたハラン市は大混乱に陥る。防衛省は市外への感染拡大を阻止するため、ハランを隔離壁で囲い封鎖した。
ウイルスは都市の名前から「ハランウイルス」と名付けられたが、有効なワクチンや治療薬はなく、唯一の対抗手段は発症とゾンビへの転化を一時的に遅らせる抑制剤「アンティジン」のみだった。ハラン市では生存者救済のため、GRE(世界救済活動会)によるアンティジンを始めとする救援物資の投下が行われたが、防衛省はウイルス根絶のため市の爆破を計画していた。
主人公のカイル・クレインは、GREにエージェントとして雇われ、盗み出された極秘書類を取り返すべくハラン市上空で降下前のブリーフィングを受けていた。GREによると、その書類は未完成のウイルスの治療法が書かれているもので、盗んだのはカディール・スレイマンという元軍人。彼はその書類を公開しようとして第三者にも送信したため、GREは書類の公開を防ぐべく、ハラン全域に通信障害を発生させた。現在、スレイマンは名前を変えてハランに姿を隠し、市内に2つ存在する生存者の派閥のうちの1つを率いているらしい。
クレインはハラン市内のスラムにパラシュート降下するが、現地の武装集団に襲われ、さらにその直後にゾンビに噛まれてしまい、ハランウイルスに感染してしまう。彼はそこに駆けつけた二人組、ジェイドとアミールによって助けられるが、アミールはクレインを逃がそうとしてゾンビに襲われ、命を落としてしまう。クレインはジェイドによって生存者の拠点となっている「タワー」に運ばれ、アンティジンの投与によってゾンビへの転化を免れる。
タワーには女子供を含む多くの生存者が匿われており、アンティジン不足が深刻な状態だった。GREによって空中投下されたアンティジンは、ライズという男が率いる武装集団に何度も先取りされており、降下直後のクレインを襲ったのも、そのライズの一味だった。クレインはジェイドの弟のラヒームから指導を受け、市内での生存手段としてパルクールの技術を身に着ける。そしてタワーのリーダーブレッケンがスレイマンかどうかを確かめるために彼らの依頼をこなし、徐々にタワーの人間から信頼を得ていく。そんな中、タワーの命運を賭けた救援物資の回収作戦が失敗し、ブレッケンは負傷してしまう。クレインはブレッケンに会うが、彼は極秘書類を盗んだスレイマンではなかった。
クレインはタワーの生存者のために、投下されたアンティジンの確保に奔走するが、GREはライズがスレイマンで間違いないと断定し、彼に接触する機会を作るため、そのアンティジンを処分するようクレインに指示する。これに対しクレインは、タワーの生存者達がアンティジンを必要としていると反論するが、GREは大義のために活動していることを忘れるなと言い、全く取り合わない。やむなくクレインは指示に従ってアンティジンを廃棄するが、その後GREは「救援物資の投下は今は政治的に不都合」という理由で、アンティジンの投下を中止してしまう。大義のためとはいえ、生存者の命を顧みず極秘書類を優先させるGREの非情な姿勢に対し、クレインは次第に反感を覚えていく。

## 登場人物

### 主人公
カイル・クレイン（Kyle Crane）
声：ロジャー・クレイグ・スミス
主人公。GRE（世界救済活動会）に雇われたエージェント。パラシュート降下直後に感染者に襲われていたところをジェイドとアミールに救われる。生存者コミュニティに潜り込む目的もあり、タワーのランナーとして動くことになる。
ただしその際、ゾンビに噛まれたことでハランウイルスに感染し、アンティジンの投与が必須な身体となってしまう。
卓越した身体能力の持ち主で、ラヒームの指導を受けてパルクールの技術を即座に身に着け、タワーの生存者救済のためにハラン市内を駆け回る。

### タワーの生存者
ジェイド・アルデミール（Jade Aldemir）
声：ナズニーン・コントラクター
タワーのランナーでラヒームの姉。アミールとは仲が良かったらしく、彼がクレインを助けるために命を落としたため、クレインに対して複雑な感情を抱いている。
未熟児で生まれ、医者も長くは生きられないと言うほどだったが、努力の末にキックボクシングの世界チャンピオンにまでなった。アウトブレイク前は「スコーピオン」の名で知られており、市内各所には彼女が2014年5月3日に行うはずだったイベントのポスターが貼られている。
物語の終盤、ゼレに治療薬のデータを託されて旧市街にやってくるが、それを狙ったライズによって拉致されてしまう。クレインとは美術館で再会を果たすが、彼女も足を噛まれて感染していた。クレイン共々転化寸前となってしまうが、そこにライズから1本のアンティジンを投げ渡され、どちらが生き残るかを選ばされる事になる。彼女はクレインにアンティジンを打ち、二人を始末しようとしたライズの部下と戦ううちにバイラルに転化。クレインによって首を折られ、その生涯を終えた。
ラヒーム・アルデミール（Rahim Aldemir）
声：Suraj Partha
タワーのランナー。ジェイドの弟で、血気盛んな青年。クレインに対しては出会った当初こそ不信感を露わにしていたが、彼がタワー13階で生存者を助けた一件でその人格と能力を信頼し、パルクールの基礎を教える。
国外へ旅行する予定だったが、出発の3日前に街が隔離され閉じ込められてしまった。
物語の最序盤からボラタイルの巣を爆発物で破壊することに執着している。クレインがライズの拠点で爆薬を発見し、ジェイドがそれを持ち帰ったことを機に決行に移す。
仲間のオマールと共に巣に向かうが、「派手にしくじった」らしく陸橋上でオマールは死亡。クレインの指示で車両基地に逃げ込むが、バイターに太腿を噛まれて感染してしまう。その後、数体のバイターに追い詰められて貨車の中に立てこもっていたが、助からないと思い爆弾のタイマーを作動させてしまう。道連れにしようと大声でゾンビを呼び寄せていたところへクレインが到着したため、彼にその爆弾を託す。
クレインが巣の爆破後に戻って来た時には既にバイラルに転化しており、襲いかかったところを彼の腕で首を折られ死亡した。
ハリス・ブレッケン（Harris Brecken）
声：マシュー・ウルフ
タワーの生存者コミュニティのリーダー。パルクールの指導者で、タワーの人間に生存術として教えている。
他のランナーと共に投下物資を取りに行った際、仲間は感染者に殺され、自身もライズの部下に頭を殴られ重症を負ってしまう。ちなみに、この際の様子はYoutubeの「Dying Light "Run Boy Run" Trailer」で見ることができる。
アウトブレイク前にハランを訪れ、生徒を集めて新たな家を買う目標を立てて働いていた。
レナ（Lena）
声：レイラ・バーチ
タワーの医師。物静かだが気の強い女性で、生存者によればブレッケンと交際中らしい。タワーの負傷者や病人の手当てを行っている。
スパイク（Spike）
声：ケヴィン・ダニエルズ
ゼレのトレーラーを守っているグループのリーダー。安全区域やトラップの設置を行っており、物語の序盤ではブレッケンの投下物資回収を成功させるため、クレインに指示を出す。
中盤以降は旧市街に移動し、安全区域の一つである大学で需品係を担当する。
イムラン・ゼレ（Imran Zere）
声：ロジャー・アーロン・ブラウン
黒人の老医師。タワーに近い安全区域のトレーラーハウスでハランウィルスの研究をしている。セクター0のカムデンと共同研究をしているが、電波状況の悪化もあり難航している。
中盤、研究データを奪おうとしたライズによって連れ去られ、闘技場で殺害されてしまう。
アミール（Amir Ghoreyshi）
声：ロイ・ボンタマ
タワーのランナー。ゾンビに襲われていたクレインをジェイドと共に助けるものの、追ってきたゾンビ達を止め切れずに犠牲となる。
終盤に、彼がGREの隊員だった事が判明する。ゼレとカムデンが安全な場所へ避難できたのは彼のおかげだとカムデンは語る。
「ザ・フォロイング」に同名の重要人物が出てくるが、恐らく名前が被っただけの別人である。

### エンバーズ
トロイ（Troy）
声：パリサ・ファクリ
旧市街の生存者コミュニティ「エンバーズ」の女性リーダー。顔の右側面の火傷らしき傷跡と野球帽が特徴。
旧市街にやってきたクレインと協力し、ハランの爆撃阻止に動く。
サビー（Savvy）
声：ニック・シャクール
「エンバーズ」のメンバー。通信障害を突破するための増幅器の取り付けを指示するなど機械には詳しい。モヒカンが特徴。
マイケル（Michael）
声：ニック・シャクール
「エンバーズ」のランナー。トロイに惚れているものの自信がなく、唯一の自慢はスペリング大会での優勝経験らしい。

### ライズ一味
カディール・スレイマン（Kadir Suleiman）
声：ジム・ピリ
通称ライズ（Rais）。武装集団「ライズ一味」を率いる冷酷な男。たとえ部下であっても容赦なく殺すエゴイストだが、その一方で策略を練る狡猾さも持っている。かつては地元の有力者だった。
アウトブレイク当時はゼレとカムデンの護衛に付いていたが、唯一信頼していた弟が死亡したのをきっかけに変貌する。弟の死は救助要請を断ったGREの責任だと確信し、極秘書類を盗み出した。自身の身に何かあった場合はその情報を公表しようとしている。
物語の中盤、闘技場で始末する寸前のクレインに右手を斬り落とされ、隻腕になる。終盤はゼレの遺した研究データをGREとの取引材料にして、自分だけが市外へ逃れようとした。迎えのヘリが来るのをビルの最上階で待っていたが、そこにたどり着いたクレインと決着をつけるべく死闘を繰り広げ、腹部に致命傷を負う。その後、一瞬の隙を突き、あとわずかのところまでクレインを追い詰めたが、最後は自身がクレインに命中させた投げナイフを首に刺され、高層ビルから転落し死亡した。
タヒール（Tahir）
声：マイケル・ベンヤー
ライズの右腕。降下直後のクレインを襲った3人組の1人でもある。丸腰の人間を射殺するなど冷酷で残忍な性格だが、ライズに対しては従順で忠実。
生存者の証言によれば、アウトブレイク前は刑務所で服役しており、5人の受刑者に襲われた際、逆に全員を殺害したという。
物語の終盤、旧市街の美術館でクレインと戦い、腹部に致命傷を負う。最後は彼に喉を掻っ切られ死亡。
カリム（Karim）
声：George Ledoux
ライズの部下。ライズ一味で唯一、クレインに対して好意的に接するメンバー。
最終盤にライズに裏切られ、腹部を撃たれた状態でクレインと再開する。上の階に仕掛けられた爆弾の存在と迂回路を彼に伝え、その直後に息を引き取る。

### その他
アレクセイ（Alexei）
スラムのアンテナ塔に住む生存者。息子のクリストフ（Kristov）と2人で生活しており、ライズ一味のために武器の製造を行っている。
ジャファル（Jaffar）
スラムのホイールステーションの生存者コミュニティのリーダー。
グルセル（Gursel）
漁村の生存者コミュニティのリーダー。妻のアイラ（Ayla）の尻に敷かれている。
モルガン（Morgan）
フェリー乗り場の生存者コミュニティーのリーダー。
ジェンク（Cenk）
密航グループ「セイヴィア」の一員。クレインにセクター0への抜け道を教える。
ハザン（Hazan）
密航グループ「セイヴィア」の一員。セクター0への案内人。
アレン・カムデン（Allen Camden）
声：ダン・ギルヴェザン
ゼレの同僚の医師。旧市街の診療所の地下にある研究室に立てこもり、ウイルスの治療薬の研究をしている。
ハッサン・スレイマン（Hassan Suleiman）
ライズの弟。下半身不随で車椅子に乗っていたため、アウトブレイクの際に逃げられずウイルスに感染し死亡する。故人のため直接は登場せず、オープニングでHUDに映された画像とクエスト内の写真でのみ姿を確認できる。
トルガ（Tolga）
双子のエンジニアの兄のほう。赤と黒のシャツを着ている。二人揃ってかなりの変人かつ毒舌家で、初対面のクレインを類人猿や猿、原人呼ばわりするほど。常に二人で行動しているが、似た性格のためか口喧嘩が多い。会社での役職は二人とも主任エンジニアとのこと。
ファティン（Fatin）
双子のエンジニアの弟のほう。丸刈りで青と黒のシャツを着ている。
ボルカン・ヤシーフ・ダル（Volkan Yasif Dal）
ボルカン石油工業の経営者。クレインいわくハラン一の金持ち。既に噛まれて感染していることを政府が知っているらしく、市内に閉じ込められていた。トルガとファティンの雇い主で、彼らの技術力を利用して市外への脱出を図っている。

## 感染者
バイター（Biter）
一般的な感染者。片腕が欠損している者もいるほど体の腐敗が進んでいるため、動きが遅く、一定以上の高さの場所にはよじ登れない。大勢で群れていることが多い。
バイラル（Viral）
転化したばかりの感染者。バイターとは異なり動きがかなり俊敏で、高い壁も難なくよじ登り、クレインの近接攻撃を回避することもある。また、極めて凶暴であり、人間を見つけると全速力で追跡し、連続で殴ってくる。
銃声や爆発音など、大きな物音をたてると出現しやすい。また、攻撃を食らうとたまに人間だった頃の名残で言葉を話し、命乞いをすることがある。
ガスタンク（Gas Tank）
黄色または白色の化学防護服を着用し、背中に酸素ボンベを背負った感染者。動きなどは基本的にバイターと同等だが、ボンベに攻撃を加えると爆発する。
黄色の防護服を着た、バイラル並の速度で走り寄ってきて自爆する変種も存在する。ストーリーの最後のエリアに少数、ボザックホードに多数登場するほか、ナイトハンターのスキルでも呼び出せる。極稀に夜間に現れることもある。
グーン（Goon）
巨体の感染者。コンクリート片のついた鉄筋をハンマーのように使って攻撃してくる。振り下ろした際には火花が伴うため、地面に灯油やガスボンベがあると引火する。なお、この重量鉄筋は撃破後に武器としてドロップする。容姿が異なる複数の種類がいる。
トード（Toad）
離れた場所から毒のある吐瀉物を飛ばしてくる感染者。えづきのような鳴き声と、胸から腹にかけて異様に膨れた体型が特徴。また、攻撃の際には内臓を口から吐き出し、ぶら下げている。
ボマー（Bomber）
体内に可燃性のガスが溜まっている感染者。クレインが近づき一定時間が経過するか、攻撃を加えると自爆する。この爆発は至近距離で巻き込まれると即死するほどの威力を持つ。
爆発する前に、特徴的な声を上げながら真っ赤な内臓が脈動するのが回避の目印だが、日本版では内臓が規制で灰色になっているため非常に見えにくくなっている。
デモリッシャー（Demolisher）
軍用ボディーアーマーとヘルメットを装備した巨大な感染者。骨格と筋肉が異常に発達している。至近距離では腕を振り回し、近距離ではタックル、遠距離では岩や車を投げ飛ばしてくる。
スクリーマー（Screamer）
子供の感染者。大声で泣きわめくことしかできないが、この泣き声はクレインへの音波攻撃になるほか、バイラルとバイターを呼び寄せてしまう。ちなみにスクリーマーに対してのみ、接近すると「黙らせる」というコマンドが表示され、実行すると背中側から抱き込んで口をふさぎ窒息死させる固有のアクションがある。

### 夜間に出現する感染者
ボラタイル（Volatile）
夜間に市街を徘徊する凶暴な感染者。紫外線に弱く、日中は巣の中ですごしている。音に反応して集まってくる上、見つかると追跡モードに入ってしつこくクレインを追ってくる。強く素早いため普通に倒すのは困難で、さらに追跡中は仲間がどんどん集まってくる。
ザ・フォロイングで明かされるが、これは恐らくテレパシーによる情報共有である。
強力な近接攻撃や即死拘束技の他、距離を取ったりボラタイルが足を踏み込めない場所（安全区域を除く）に陣取っても、毒液を連続で吐き出す遠距離攻撃を仕掛けてくる。カムフラージュが効かない青い個体も存在する。
ボルター（Bolter）
体が緑色の細胞に覆われている、夜間の餌場にしか出現しない感染者。ボラタイルに守られており、こちらに気づくと逃げる。細胞には毒性があり、武器の改造などに使用できる。ザ・フォロイングのハラン郊外においては昼間も現れる。
ナイトウォーカー（Night Walker）
夜間に突然変異し、バイラルのように俊敏に動けるようになったバイター。変身の際に大きな隙がある。能力はほぼバイラルと同じだが、ボラタイルと同様に人間を捜して歩く性質があり、クレインを見つけると追跡モードに入る。
大きな音や普段バイラルを呼ばない程度のノイズでも変身のトリガーになり、追跡モードだと変身して数を増やしてしまう。
ザ・フォロイングでは、時間の経過によりウイルスが変異したのか、昼間でもバイターがこれに変身することがある（昼なので追跡モードにはならない）。
ナイトハンター（Night Hunter）
非対称PvPコンテンツ「ビー・ザ・ゾンビ」のゾンビ側のプレイヤーキャラクター。夜目が効き、手から出す触手により引っ掛けフックのように空中を飛び回れるが、紫外線には弱い。対戦するたびに経験値を得て強化可能で、多彩なスキルを獲得できる。また、ザ・フォロイングのボルターを除き、ゾンビの中で唯一泳ぐことができる。

## 用語
GRE（The Global Relief Effort）
世界救済活動会。2002年に設立された国際人道団体で、アウトブレイク発生地域での救済活動を世界中で行ってきた経験がある組織。クレインの雇い主でもある。
ハランのアウトブレイクに際しても、市内に残る生存者達のために、抑制剤のアンティジンを始めとする救援物資の投下を行っている。その一方で、ウイルスの治療法について書かれた極秘書類を盗まれており、その書類の奪還をクレインに命じる。
ハラン（Harran）
本作の舞台となる架空の中東の都市(トルコに同名の市が実在するが無関係)。作中では「スラム」と「旧市街」、「アンテナ」の3つの区域が登場する。ウイルスによるアウトブレイクが発生し、ゾンビが溢れたことで治安は崩壊。外部への感染拡大防止のため、市は隔離壁に囲まれ封鎖されている。GREによる救援物資の投下が行われているが、国防省の意図によって市内に生存者は残っていないと報道されており、「最後の一人」のインタビュー映像も流された。
セクター0（Sector 0）
アウトブレイクが最初に発生した場所。旧市街とも呼ばれる。
ハランウイルス（Harran virus）
ハラン市で突如発生した謎の感染症。ゼレ曰く、狂犬病の一種。空気感染はせず、感染者に噛まれることでのみ感染が広がる。感染した場合、抑制剤のアンティジンを投与しなければ、数時間から数日のうちにゾンビへと転化してしまう。手荒ではあるが、噛まれた部位をすぐに切り落とすことでも転化を防ぐことができる。
ゾンビ（Zombie）
ウイルス感染者の成れの果て。転化後は自我を失い、生存者を無差別に襲う凶暴な怪物となる。その多くは転化から時間が経過すると、頭髪が抜けて皮膚が腐り落ち、屍のような姿になる。
様々な種類がおり、ほとんどの場合は転化するとバイラルになるが、グーンやボラタイルなど特殊なタイプに転化するケースもある。
ナイトハンター以外は泳ぐことができないため、頭まで水に浸かると即死する（ザ・フォロイングのボルターを除く）。
アンティジン（Antizin）
ハランウイルスの発症とゾンビへの転化を一時的に遅らせる抑制剤。バイアルに封入されており、腕に注射することで投与する。クレインを含め、これを必要としている生存者が市内に多数いる。基本的に救援物資としてGREの輸送機から投下されるが、そのほとんどをライズの部下が確保してしまう上、物語の中盤で供給を止められてしまう。

## 反響

### 売上
発売から45日の時点で海外では320万本。週刊ファミ通のクロスレビューではゴールド殿堂入りした。その後、Gamescomでプロデューサーのインタビューによって500万本を超えたことが発表された。
さらに2022年5月20日、Techlandは公式サイトにて、本作が累計2,000万本以上販売されたことを発表した。

### 規制
日本国内版は発売当初、表現規制により生存者や感染者が流す血や、壁や床などにこびりついた血が緑色で表現されていた。元々18歳未満購入禁止のCERO-Zのローカライズであったにもかかわらず、そのように規制されていたため、国内ユーザーの多くの反発を買うことになり、後にアップデートで血の色が海外版と同じ赤に変えられた。
ただし、死体の切断面や臓器、人間の傷口については日本版のみ黒塗りのままになっている。

## 各種エディション
イギリスでは、住宅一軒などが付属する限定版の『ダイイングライト：マイ アポカリプス エディション』(Dying Light：My Apocalypse Edition)が発売された。価格は25万ポンド（2015年2月25日時点の日本円で約4592万円）。これは2017年5月6日までの時点で、ゲームソフトの限定版の発売価格としては、ランボルギーニ・ガヤルドやヴァージン・ギャラクティック宇宙旅行その他がついてくる『Saints Row IV Super Dangerous Wad Wad Edition』の100万ドルに次いで高額だった。
2016年4月21日には、ザ・フォロイングをはじめとする複数のDLCを本編とまとめて収録した『ダイイングライト：ザ・フォロイング エンハンスト・エディション』が発売された。また、2022年1月2日には、追加要素を加えたNintendo Switchへの移植版『ダイイングライト プラチナエディション』が発売された。
さらに、2022年6月8日、Techlandはゲーム本編にすべてのDLCをセットにした『Dying Light: Definitive Edition』を6月9日に配信すると発表した（Nintendo Switch版のみ後日配信）。それに続き、今回の「完全版」のリリースをもって、発売から7年間続けてきた本作の開発を終了させることを明らかにした。

## ザ・フォロイング
本編終了後のクレインの活躍を描いた大型DLC。

## 続編
本作から20年後の世界を舞台にした続編「ダイイングライト2　ステイ ヒューマン」が2022年2月4日に発売された。